# Nuoto ai XVI Giochi paralimpici estivi - Donne 200 metri misti
Le gare di nuoto 200 metri misti donne ai XVI Giochi paralimpici estivi si sono svolte tra il 26 agosto e il 3 settembre 2021 presso il Tokyo Aquatics Centre. 

## Programma
Sono stati disputati 9 eventi, otto dei quali articolati in una serie di batterie di qualificazione in mattinata; la finale è stata disputata nel pomeriggio/sera del medesimo giorno.
| Evento | Data   | Data   | Data   | Data   | Data   | Data   | Data   | Data   | Data   | Data   | Data   | Data   | Data  | Data  | Data  | Data  | Data  | Data  |
| Evento | Gio 26 | Gio 26 | Ven 27 | Ven 27 | Sab 28 | Sab 28 | Dom 29 | Dom 29 | Lun 30 | Lun 30 | Mar 31 | Mar 31 | Mer 1 | Mer 1 | Gio 2 | Gio 2 | Ven 3 | Ven 3 |
| Evento | M      | P      | M      | P      | M      | P      | M      | P      | M      | P      | M      | P      | M     | P     | M     | P     | M     | P     |
| ------ | ------ | ------ | ------ | ------ | ------ | ------ | ------ | ------ | ------ | ------ | ------ | ------ | ----- | ----- | ----- | ----- | ----- | ----- |
| SM5    |        |        |        |        |        |        |        |        |        |        |        |        |       |       |       |       |       | F     |
| SM6    | B      | F      |        |        |        |        |        |        |        |        |        |        |       |       |       |       |       |       |
| SM7    |        |        | B      | F      |        |        |        |        |        |        |        |        |       |       |       |       |       |       |
| SM8    |        |        |        |        | B      | F      |        |        |        |        |        |        |       |       |       |       |       |       |
| SM9    |        |        |        |        |        |        |        |        |        |        |        |        | B     | F     |       |       |       |       |
| SM10   |        |        |        |        |        |        |        |        |        |        |        |        |       |       |       |       | B     | F     |
| SM11   |        |        |        |        |        |        |        |        | B      | F      |        |        |       |       |       |       |       |       |
| SM13   |        |        |        |        |        |        |        |        | B      | F      |        |        |       |       |       |       |       |       |
| SM14   |        |        |        |        |        |        |        |        |        |        | B      | F      |       |       |       |       |       |       |

| M | mattina | P | Pomeriggio/sera |

| B | Batterie di qualificazione | F | Finale per medaglia d'oro |

## Risultati
Tutti i tempi sono espressi in secondi. Di fianco al nome dell'atleta, tra parentesi, è indicata la classificazione in cui apparteneva, qualora differente da quella della competizione.

### SM5
| Pos. | Atleta              | Nazione     | Tempo   | Note            |
| ---- | ------------------- | ----------- | ------- | --------------- |
|      | Lu Dong             | Cina        | 3:20,53 | Record asiatico |
|      | Cheng Jiao          | Cina        | 3:20,80 |                 |
|      | Monica Boggioni     | Italia      | 3:39,50 |                 |
| 4    | Giulia Ghiretti     | Italia      | 3:40,88 |                 |
| 5    | Natalia Shavel      | Bielorussia | 3:44,30 |                 |
| 6    | Maori Yui           | Giappone    | 3:46,95 |                 |
| 7    | Esthefany Rodrigues | Brasile     | 3:47,92 |                 |

### SM6
| Pos. | Atleta                | Nazione       | Tempo   | Note            |
| ---- | --------------------- | ------------- | ------- | --------------- |
|      | Maisie Summers-Newton | Gran Bretagna | 2:56,68 | Record mondiale |
|      | Yelyzaveta Mereshko   | Ucraina       | 2:58,04 |                 |
|      | Verena Schott         | Germania      | 2:59,09 |                 |
| 4    | Elizabeth Marks       | Stati Uniti   | 3:02,43 |                 |
| 5    | Eleanor Simmonds      | Gran Bretagna | 3:04,37 |                 |
| 6    | Grace Harvey          | Gran Bretagna | 3:05,58 |                 |
| 7    | Sophie Herzog         | Stati Uniti   | 3:07,98 |                 |
| 8    | Liu Daomin            | Cina          | 3:10,61 |                 |

### SM7
| Pos. | Atleta                      | Nazione     | Tempo   | Note         |
| ---- | --------------------------- | ----------- | ------- | ------------ |
|      | Mallory Weggemann           | Stati Uniti | 2:55,48 |              |
|      | Ahalya Lettenberger         | Stati Uniti | 3:02,82 |              |
|      | Tiffany Thomas Kane         | Australia   | 3:03,11 |              |
| 4    | Danielle Dorris             | Canada      | 3:03,16 |              |
| 5    | Camille Bérubé              | Canada      | 3:03,91 |              |
| 6    | Isabella Vincent            | Australia   | 3:13,46 |              |
| 7    | Gisell Natalia Prada Pachón | Colombia    | 3:29,27 |              |
| –    | Naomi Somellera Mandujano   | Messico     | –       | squalificata |

### SM8
| Pos. | Atleta                            | Nazione     | Tempo   | Note |
| ---- | --------------------------------- | ----------- | ------- | ---- |
|      | Jessica Long                      | Stati Uniti | 2:41,49 |      |
|      | Xenia Palazzo                     | Italia      | 2:47,86 |      |
|      | Mariia Pavlova                    | RPC         | 2:48,63 |      |
| 4    | Laura Carolina González Rodríguez | Colombia    | 3:03,46 |      |
| 5    | Haven Shepherd                    | Stati Uniti | 3:03,59 |      |
| 6    | Mira Jeanne Maack                 | Germania    | 3:04,78 |      |
| 7    | Amalie Vinther                    | Danimarca   | 3:11,29 |      |
| 8    | Vendula Dušková                   | Rep. Ceca   | 3:14,59 |      |

### SM9
| Pos. | Atleta              | Nazione       | Tempo   | Note |
| ---- | ------------------- | ------------- | ------- | ---- |
|      | Sophie Pascoe       | Nuova Zelanda | 2:32,73 |      |
|      | Zsofia Konkoly      | Ungheria      | 2:33,00 |      |
|      | Núria Marquès Soto  | Spagna        | 2:35,64 |      |
| 4    | Sarai Gascón Moreno | Spagna        | 2:37,62 |      |
| 5    | Ellen Keane         | Irlanda       | 2:38,64 |      |
| 5    | Summer Schmit       | Stati Uniti   | 2:38,64 |      |
| 7    | Xu Jialing          | Cina          | 2:38,90 |      |
| 8    | Daniela Giménez     | Argentina     | 2:39,60 |      |

### SM10
| Pos. | Atleta               | Nazione     | Tempo   | Note                |
| ---- | -------------------- | ----------- | ------- | ------------------- |
|      | Chantalle Zijderveld | Paesi Bassi | 2:24,85 | Record mondiale     |
|      | Bianka Pap           | Ungheria    | 2:26,12 |                     |
|      | Lisa Kruger          | Paesi Bassi | 2:27,86 |                     |
| 4    | Aurélie Rivard       | Canada      | 2:28,73 | Record panamericano |
| 5    | Jasmine Greenwood    | Australia   | 2:31,06 |                     |
| 6    | Zhang Meng           | Cina        | 2:35,26 |                     |
| 7    | Mikaela Jenkins      | Stati Uniti | 2:36,34 |                     |
| 8    | Keira Stephens       | Australia   | 2:37,76 |                     |

### SM11
| Pos. | Atleta                | Nazione     | Tempo   | Note                |
| ---- | --------------------- | ----------- | ------- | ------------------- |
|      | Ma Jia                | Cina        | 2:42,14 | Record mondiale     |
|      | Cai Liwen             | Cina        | 2:42,91 |                     |
|      | Anastasia Pagonis     | Stati Uniti | 2:45,61 | Record panamericano |
| 4    | Wang Xinyi            | Cina        | 2:45,74 |                     |
| 5    | Liesette Bruinsma     | Paesi Bassi | 2:50,78 |                     |
| 6    | Anastasiia Shevchenko | RPC         | 3:00,13 |                     |
| 7    | Maryna Piddubna       | Ucraina     | 3:01,53 |                     |
| 8    | Martina Rabbolini     | Italia      | 3:03,07 |                     |

### SM13
| Pos. | Atleta                      | Nazione     | Tempo   | Note            |
| ---- | --------------------------- | ----------- | ------- | --------------- |
|      | Carlotta Gilli              | Italia      | 2:21,44 | Record mondiale |
|      | Colleen Young               | Stati Uniti | 2:26,80 |                 |
|      | Shokhsanamkhon Toshpulatova | Uzbekistan  | 2:27,92 |                 |
| 4    | Daria Lukianenko (SM12)     | RPC         | 2:30,22 |                 |
| 5    | Anna Stetsenko              | Ucraina     | 2:30,69 |                 |
| 6    | Róisín Ní Riain             | Irlanda     | 2:34,12 |                 |
| 7    | Marlene Endrolath           | Germania    | 2:36,55 |                 |
| 8    | Anastasiya Zudzilava        | Bielorussia | 2:42,13 |                 |

### SM14
| Pos. | Atleta                 | Nazione       | Tempo   | Note |
| ---- | ---------------------- | ------------- | ------- | ---- |
|      | Valeriia Shabalina     | RPC           | 2:20,99 |      |
|      | Bethany Firth          | Gran Bretagna | 2:23,19 |      |
|      | Louise Fiddes          | Gran Bretagna | 2:29,21 |      |
| 4    | Jessica-Jane Applegate | Gran Bretagna | 2:30,43 |      |
| 5    | Pernilla Lindberg      | Svezia        | 2:32,01 |      |
| 6    | Paige Leonhardt        | Australia     | 2:32,69 |      |
| 7    | Ruby Storm             | Australia     | 2:36,58 |      |
| 8    | Mami Inoue             | Giappone      | 2:37,86 |      |